# بوب ديدييه
بوب ديدييه (بالإنجليزية: Bob Didier) هو لاعب كرة قاعدة أمريكي، ولد في 16 فبراير 1949 في هاتيسبورغ في الولايات المتحدة.

## وصلات خارجية
- بوب ديدييه على موقعبيزبول رفرنس.كوم (الدوري الرئيسي) (الإنجليزية)